# 立窝尼亚十字军入侵
立窝尼亚十字军入侵 是指德意志人和丹麦人对中世纪立窝尼亚，现在的拉脱维亚和爱沙尼亚的征服和殖民，為北方十字军入侵的一部份。波罗的海东岸是欧洲最后基督教化的地区。 
在1207年2月2日十字军在征服的土地上建立了基督教国家旧立窝尼亚，为神圣罗马帝国的公国，教宗依諾增爵三世宣稱該國亦屬於教廷。
在十字军成功后，德意志和丹麦的占领区被摩德纳的威廉分为6个封建公国。

## 战争史

### 对立窝尼亚人和拉脱维亚人的征服（1198年-1209年）

公元1200年的波罗的民族

教宗策肋定三世在1193年徵召十字军向北欧的异教徒进攻。13世纪初，来自神圣罗马帝国北部的德意志十字军建造里加（现在拉脱维亚首都）城堡，并成立宝剑骑士团。在居住于位于道加瓦河和高加河上建立的商道两边的信奉异教的立窝尼亚人皈依时，主教里加的阿尔伯特建立骑士团以支援里加主教区。从它的建立，这个自以为公義的骑士团趋向于不理它假定的主教的封地。
送贡金给东斯拉夫波洛茨克公国而且经常进攻南部邻居瑟米利亚人的土著立窝尼亚人当时认为低地德意志人（萨克森人）是很有用的盟友。第一位接受洗礼的有名的立窝尼亚人是他们的首领卡波。因为德意志人的控制收紧，立窝尼亚人反抗十字军和洗礼过的首领，但是起义被镇压下来。卡波留在了十字军同盟，直到1217年圣马太日之战战死。在1209年重要的道加瓦河商站萨拉斯皮尔斯，科克尼斯，赛皮尔斯，杰尔西卡被骑士团接管。里加的阿尔伯特命令在道加瓦河和皮尔斯河汇合处建造哥特式石製城堡以取代拉特加利亚人的木城堡；波托茨克的主权最终于1215年撤销。

### 对爱沙尼亚人的征服（1208年-1227年）

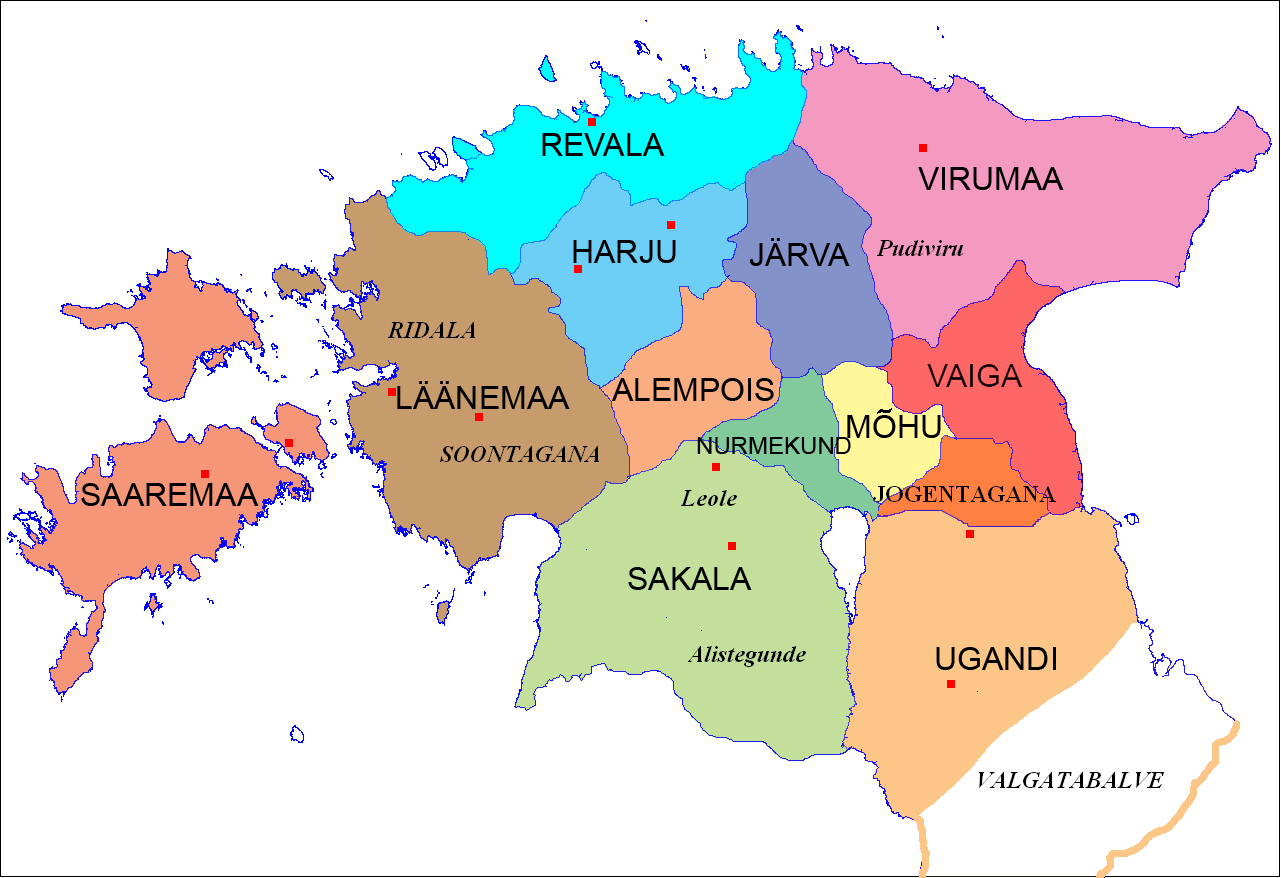
古爱沙尼亚的国家

与此同时，十字军应经足够强大去征服在那时，被分为由长老统治，并彼此之间有有限的合作的8个较大的和7个较小的国家的爱沙尼亚人了。在1208年新昄依的本地民族立窝尼亚人和拉特加尼亚人的帮助下，十字军开始突袭位于爱沙尼亚南部的萨卡拉和乌高尼亚。爱沙尼亚人激烈地抵抗来自里加的进攻，有时甚至劫掠十字军控制的地区。从1208年到1227年，来自不同阵营的主战派在立窝尼亚，拉特加利亚和爱沙尼亚的各个国家作战，而立窝尼亚人，拉特加尼亚人和来自诺夫哥罗德共和国的俄国人也不断改变自己的所属阵营。爱沙尼亚国家的中心希尔堡被多次包围与占领。一个三年期限（1213年-1215年）的休战条约在反战派之间签订。事实证明，这对强硬派的德意志人更有利，虽然爱沙尼亚人已经不可能与集权国家推行他们宽松的外交政策。他们由撒卡利亚长老伦姆比图领导，而列霍拉已经收到了德意志编年史作者的注意，作为爱沙尼亚著名长老和1211年爱沙尼亚抵抗派的中心人物。立窝尼亚首领卡波在1217年9月21日于维尔扬迪（菲林）附近发动的圣马太日之战战死，但是这场战争也给的爱沙尼亚毁灭性的打击，爱沙尼亚首领伦姆比图也战死了。

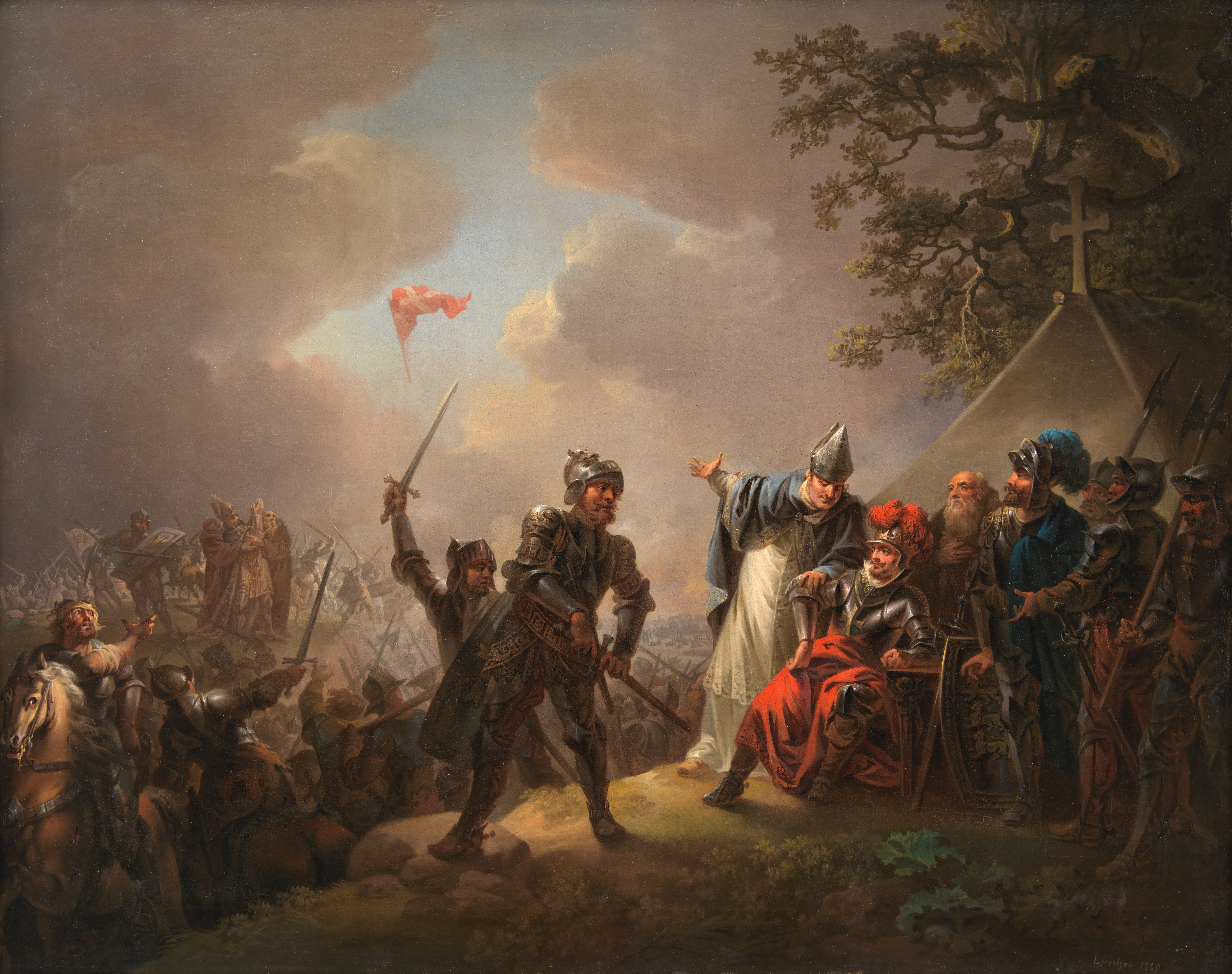
1219年林达尼斯战役中丹尼布洛从天而降。

基督教王国丹麦和瑞典也渴望在波罗的海东岸扩大势力范围。在1218年阿尔伯特请求瓦尔德马二世支援，但是瓦尔德马以安排与骑士团的交易代替。国王在1219年于热夫利亚的林达尼斯战役中获胜，而获胜的原因被认为是丹尼布洛。他后来建立达诺伦城堡，在1220年和1223年爱沙尼亚人围攻这座城堡，但失败了。国王约翰一世尝试在维克省体现瑞典的存在，但是瑞典军队在1220年利胡拉战役被奥瑟利亚人击败。热夫里亚，哈连和维罗尼亚，整个爱沙尼亚北部被丹麦征服。 
在1223年，诺夫哥罗德共和国授予萨尔巴塔给弗亚迟科，自1030年雅罗斯拉夫的征服起规定此作为俄罗斯村镇（Yuryev）。他猜想要塞和船在爱沙尼亚会遭到几次突袭。早在1224年皇帝腓特烈二世在卡塔尼亚宣布立窝尼亚，普鲁士和萨姆比亚和一些临近省份被帝国直辖，这是指这些地区的地位仅次于天主教會和神圣罗马帝国， 以与地方统治者的裁判权相对。作为回应，里加的阿尔伯特在1224年用大批人马进攻萨尔巴塔，并主动提出和解。弗亚迟科拒绝投降，不管怎样，他在立窝尼亚骑士团进攻要塞时与他的拥护者决定去死。在1224年末教宗和諾理三世向基督教世界宣布，任命摩德纳的威廉为立窝尼亚，普鲁士和其他国家的教宗特使。 
在1224年，宝剑骑士团将他们的总部放在撒卡利亚的菲林 (维尔扬迪)，在那里团长城堡的城墙依然在屹立着。其他要塞包括文登（采西斯），西格沃德（锡古尔达），阿施拉登（埃兹卡乌克）。
中世纪最好的编年史之一，《立窝尼亚的亨利的编年史》，也许是寫給摩德纳的威廉的报告，以准时将立窝尼亚教会的历史提供给他。它讲述了为什么在1226年，摩德纳的威廉成功地促成德意志人、丹麦人和维罗尼亚人之间的和平。

#### 对萨列马的征服

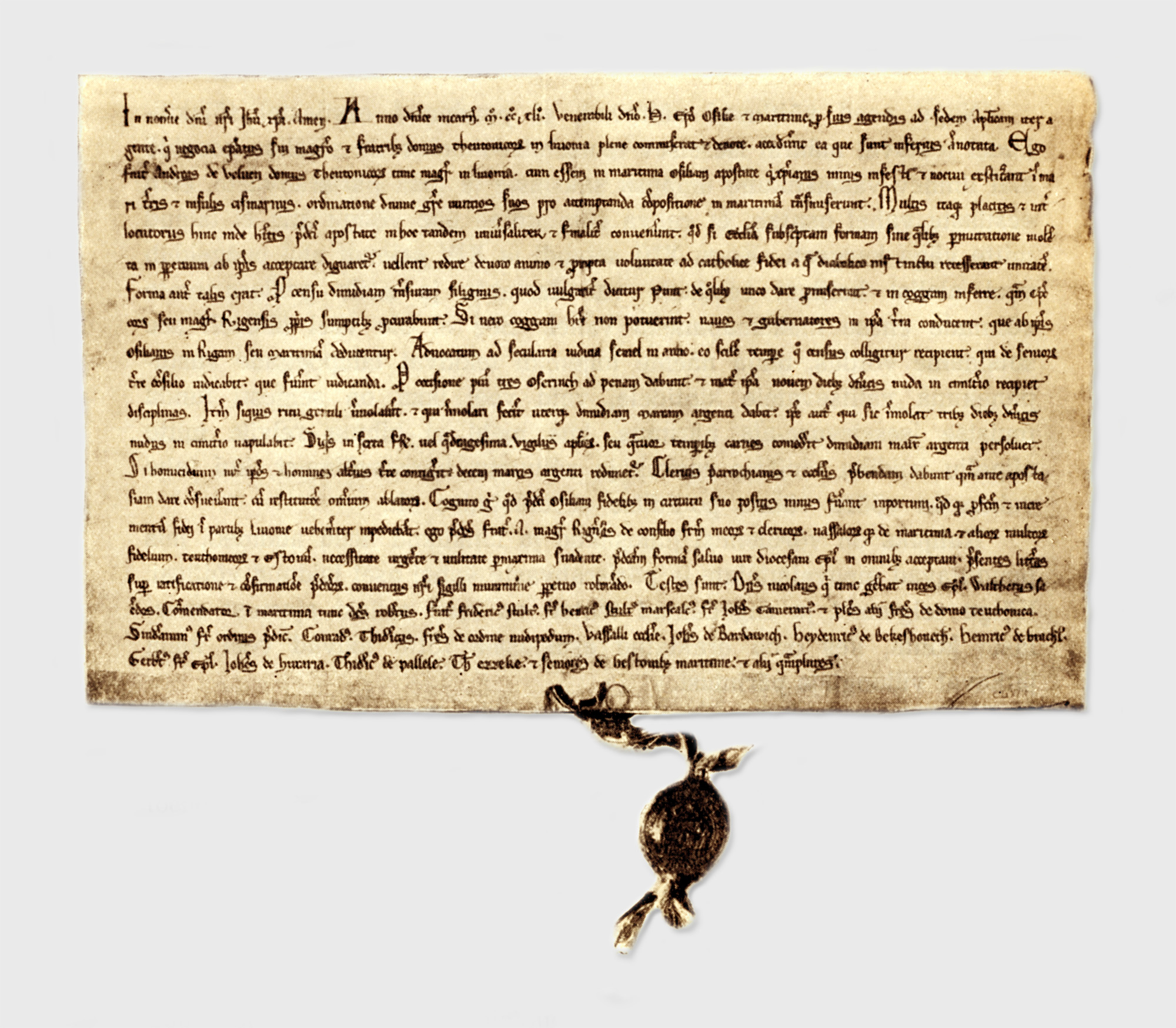
立窝尼亚骑士团，奥瑟-维克主教区和奥瑟利亚人之间签署的1241年条约，摄于瑞典国家档案馆

最后一个被侵略者征服的爱沙尼亚国家是岛国萨列马（奥瑟），而其战船在与德意志十字军作战时遭到了丹麦和瑞典的突袭。
在1206年，由国王瓦尔德马二世和安德斯·苏尼森领导的军队登陆萨列马，并尝试建立一个要塞，但并没实现。在1216年宝剑骑士团和主教西奥多里希加入战斗，并在冰封的海面上侵入萨列马。作为报复，奥瑟利亚人在翌春突袭德意志统治下的拉脱维亚。在1220年，由国王约翰一世和主教林科平的卡尔征服系爱沙尼亚的利胡拉和罗塔利亚。在同年，奥瑟尼亚人进攻瑞典城堡，征服了它，并将全部瑞典守卫统统杀掉，包括林科平主教。 
在1222年，丹麦国王瓦尔德马二世准备第二次征服萨列马，在这个时候建立容纳强大卫戍部队的石制要塞。在完工不超过五天时，丹麦要塞被围攻，丹麦军队投降，丹麦卫戍部队撤至热夫里亚，与里加的阿尔伯特的兄弟西奥多里希和其他在后边为了和平的人质。城堡被奥瑟利亚人踏成平地。
在1227年，立窝尼亚骑士团，里加居民和里加主教有组织地结合起来，进攻萨列马。在两个奥瑟利亚城堡姆胡和瓦里亚拉宣布投降后，奥瑟利亚人正式接受基督教。
在1236年，立窝尼亚人在苏勒战役被击败后，萨列马再次有军事行动发生。 
在1241年与立窝尼亚骑士团团长安德里亚·德·维夫文和奥瑟-维克主教区签署条约后，奥瑟利亚人再次接受基督教。下一项条约在1255年由骑士团团长安诺·桑格豪森和奥瑟里亚的代表伊勒，库勒，埃努，门特勒勒，塔普特，亚尔德，门勒特和卡克签订。条约答应给予奥瑟利亚人几个额外的权力。1255年条约包括关于土地的所有权和遗产，社会制度和宗教的规定。 
在1261年，战争继续，奥瑟利亚人再次放弃基督教并杀死岛上所有的德意志人。在立窝尼亚骑士团，奥瑟-维克主教区，丹属爱沙尼亚军队包括大陆爱沙尼亚人和拉脱维亚人在攻陷卡尔马要塞，击败了奥瑟尼亚人后再次签署和平协议。然后，立窝尼亚骑士团在珀埃德建立一座石质城堡。 
在1343年6月24日，奥瑟利亚人再次杀死岛上所有德意志人，溺死所有牧师并开始围攻立窝尼亚骑士团在珀埃德的城堡。在城堡方面投降后，奥瑟利亚人踏平城堡并杀死所有守卫。在1344年2月，布尔查德·冯·德累利本发起一场在通往萨列马的冰封海面上的战役。奥瑟利亚人的城堡被攻陷，而且他们的首领被绞死。在1345年的早春，立窝尼亚骑士团的下场战役被发动，并以在赫尔曼·冯·华特伯格的编年史与诺沃格洛德第一编年史提到的条约的签署结束。萨列马成为立窝尼亚骑士团团长的封地，并直到1559年之前，属于奥瑟-维克主教区。

### 对库尔兰人和瑟米利亚人的征服（1219年-1290年）

公元1260年的旧立窝尼亚

在击败爱沙尼亚人后，十字军转为征服居住在道加瓦河西南，并与萨莫吉希亚人为紧密盟友的波罗的海民族库尔兰人（1242年-1267年）和瑟米利亚人（1219年-1290年）。
在苏勒战役被萨莫吉希亚人和瑟米利亚人击败后，宝剑骑士团成员的剩余部分在1237年被改编为条顿骑士团的一支，并且改称立窝尼亚骑士团。在1267年，萨莫吉希亚人和盟友库尔兰人取得了多尔比战役的胜利，而另一阵营是立窝尼亚和条顿骑士团的联合军队。十字军最终于1267年击败库尔兰人，而且在1287年的加罗扎战役取得了艰难的胜利，随后于1290年征服了瑟米利亚人。他们没被征服的南部地区（西德拉比，拉克特，切克里斯，梅加瓦等等）被并入立陶宛大公国。

## 后续
在十字军后，所有残留的本地异教徒在表面上被基督化，虽然直到16世纪宗教改革前没有可以看到的用本地语言的基督教文献或礼拜。
土地被教廷使节摩德纳的威廉分为6个封建公国：里加總主教區，库尔兰主教区，多尔帕特主教区，奥瑟-维克主教区，宝剑骑士团和丹麦国王管理区，爱沙尼亚公国 
在1227年，宝剑骑士团征服爱沙尼亚北部所有丹麦领土。在苏勒战役后，宝剑骑士团剩余的成员在1237年并入普鲁士的条顿骑士团，改称立窝尼亚骑士团。在1238年6月7日，条顿骑士团签署斯腾斯比条约，并将爱沙尼亚公国归还给瓦尔德马二世，直到1346年土地被卖给骑士团，并变为条顿骑士团国的一部分。